# Alfonso Lara (actor)
Alfonso Lara (Madrid, 30 de maig de 1968) és un actor, director i guionista espanyol.

## Biografia
Ha participat en nombroses sèries de televisió, i fou molt popular en molts països per la sèrie Un paso adelante en la que interpretava a Juan Taberner, professor de música.
Ha participat, així mateix, a Prim, l'assassinat del carrer del Turco, Proyecto Dos, El robo más grande jamás contado, Muertos de risa, El corazón del guerrero, a Aída, com l'agent Riesgo, i una intervenció a La que se avecina, com Curro.
En teatre és guanyador del Premi Max al millor actor de repartiment per Urtain, dirigida per Andrés Lima, candidat al Premi Max al millor actor protagonista per Emilia, de Claudio Tolcachir, interpretació que va ser unànimement celebrada, i finalista al premi de la Unión de Actores com a millor actor de repartiment pel seu paper de Lorenzo Badoz a la sèrie de TVE Isabel. Va guanyar el Premi Ikuska al Millor Actor pel curtmetratge El hombre equivocado, de Roberto Goñi, i més de set guardons en festivals nacionals i internacionals al Millor Actor pel curtmetratge Los hombres de verdad no lloran, de Lucas Castán.
Com a director de teatre destaca la seva posada en escena d' El divorcio de Fígaro, d'Ödön von Horváth i No me olvides (El maestro Juan Martínez, que estaba allí), adaptació teatral del propi Alfonso Lara de la novel·la del mateix nom de Manuel Chaves Nogales. També va ser soci fundador de la Sala Tu de teatre alternatiu a Madrid.
Actualment interpreta el paper de Zampanó en l'adaptació teatral de la Strada, de Federico Fellini, dirigida per Mario Gas i també intervé en la sèrie de Tele 5 Señoras del (h)AMPA, interpretant a Vicente.
Està divorciat de l'actriu Micaela Quesada i té dos fills.

## Televisió

### Sèries de televisió
| Any/s       | Sèrie de Televisió                  | Cadena    | Personatge               | Episodis    |
| ----------- | ----------------------------------- | --------- | ------------------------ | ----------- |
| 2019        | Señoras del (h)AMPA                 | Telecinco | Vicente                  | ¿? episodis |
| 2017        | Amar es para siempre                | Antena 3  | Eugenio Caldas Álvarez   | ¿? episodis |
| 2015 - 2016 | Olmos y Robles                      | La 1      | Esteban Atiza            | 10 episodis |
| 2015        | Anclados                            | Telecinco | Gabriel Ugarte           | 8 episodis  |
| 2014        | La que se avecina                   | Telecinco | Curro                    | 1 episodi   |
| 2013 - 2014 | Aída                                | Telecinco | Juan José Riesgo         | 3 episodis  |
| 2013        | Isabel                              | La 1      | Lorenzo Badoz            | 8 episodis  |
| 2011        | Plaza de España                     | La 1      | Pacorro                  | 12 episodis |
| 2011        | Estudio 1                           | La 1      | Paisà basc               | 1 episodi   |
| 2011        | Los misterios de Laura              | La 1      | Hermano Damián           | 1 episodi   |
| 2009 - 2010 | Amar en tiempos revueltos           | La 1      | Leonardo Guerrero        | 44 episodis |
| 2009        | La chica de ayer                    | La 1      | Inspector Quintana       | 2 episodis  |
| 2007 - 2008 | Cuestión de sexo                    | Cuatro    | Óscar                    | 27 episodis |
| 2007        | MIR                                 | Telecinco | Víctor Núñez             | 1 episodi   |
| 2006        | Hospital Central                    | Telecinco | Damián Toledano          | 1 episodio  |
| 2002 - 2006 | El comisario                        | Telecinco | Fabián Dueñas            | 2 episodis  |
| 2002 - 2005 | Un paso adelante                    | Antena 3  | Juan Taberner            | 84 episodis |
| 2001        | Periodistas                         | Telecinco |                          | 5 episodis  |
| 2001        | Policías, en el corazón de la calle | Antena 3  |                          | 1 episodi   |
| 2000        | El grupo                            | Telecinco | Manolo                   | 7 episodis  |
| 2000        | Paraíso                             | La 1      | Evaristo                 | 1 episodi   |
| 1996 - 2000 | La casa de los líos                 | Antena 3  | Santiago "Santi" Velasco | 88 episodis |

### Programes de Televisió
| Any/s                             | Programa de televisió       | Cadena    | Com a                 | Ocasions    |
| --------------------------------- | --------------------------- | --------- | --------------------- | ----------- |
| 2013, 2015                        | ¡Atención obras!            | La Sexta  | Invitat               | 2 ocasions  |
| 2012                              | Mi reino por un caballo     | La 2      | Invitat               | 3 ocasions  |
| 2005-2006                         | La mandrágora               | La 2      | Invitat "Fray Gaspar" | 2 ocasions  |
| 2002                              | Me lo dices o me lo cuentas | La 2      | Invitat               | 1 ocasió    |
| 2000, 2004-2006, 2008, 2010, 2015 | Pasapalabra                 | Telecinco | Invitat i concursant  | 16 ocasions |
| 1999                              | Vértigo                     | 13tv      | Invitat               | 1 ocasió    |

### Pel·lícules
| Any  | Títol     | Personatge   |
| ---- | --------- | ------------ |
| 2022 | Modelo 77 | El Demócrata |